# Генрі Фігероа
Генрі Фігероа (ісп. Henry Figueroa, нар. 28 грудня 1992, Санта-Фе) — гондураський футболіст, захисник клубу «Мотагуа» та національної збірної Гондурасу.

## Клубна кар'єра
Фігероа розпочав свою кар'єру у клубі «Мотагуа». 4 квітня 2013 року в матчі проти «Атлетіко Чолома» він дебютував у чемпіонаті Гондурасу. 26 серпня в поєдинку проти «Реал Сосьєдаду» Анрі забив свій перший гол за команду. У складі «Мотагуа» він тричі став чемпіоном країни.

## Виступи за збірну
14 вересня 2014 року в матчі Центральноамериканського кубка проти збірної Нікарагуа Анрі дебютував за збірної Гондурасу.
У наступному році в складі національної команди Фігероа взяв участь у розіграші Золотого кубка КОНКАКАФ у США і Канаді. На турнірі він зіграв у матчі проти США та Панами.
Згодом у складі збірної був учасником розіграшу Золотого кубка КОНКАКАФ 2017 року у США.
Наразі провів у формі головної команди країни 28 матчів.

## Досягнення
- Чемпіон Гондурасу: Апертура 2014, Апертура 2016, Клаусура 2017
- Переможець Центральноамериканського кубка: 2017